# Jaroslav Juhan

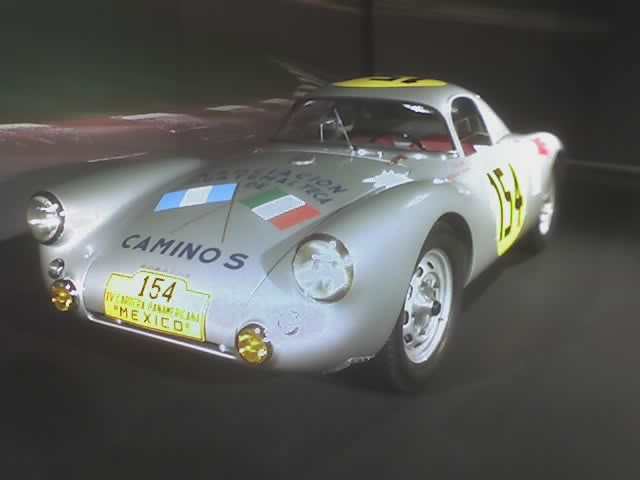
Der Porsche 550 mit dem Jaroslav Juhan bei der Carrera Panamericana 1953 am Start war

Jaroslav Vaclav Maria „Jerry“ Juhan Karlicek (* 13. Oktober 1921 in Prag; † 28. September 2011 in Genf) war ein guatemaltekischer Autorennfahrer tschechoslowakischer Herkunft.

## Leben und Karriere
Geboren wurde Jaroslav Juhan in Prag, dort verbrachte er auch seine Jugendjahre. Nach dem Ende des Zweiten Weltkriegs nahm er an Autorennen teil und wurde Importeur italienischer Automobile und Omnibusse. 1951 verließ er seine Heimat nach politischen Querelen. Er emigrierte in die Republik Guatemala – dort baute er einen Automobilimport für verschiedene italienische Marken auf. 
1953 wurde Juhan offizieller Importeur von Porsche-Sportwagen. Um die junge Marke Porsche unter den südamerikanischen Automobilliebhabern bekannt zu machen, entschloss sich Jaroslav Juhan mit dem Typ 356 an Automobilrennen teilzunehmen. Mit einem Porsche 356 1500 Super ging er 1953 in Guatemala bei der „Carrera de Pacifico“ an den Start. Dieses Rennen gewann er auf Anhieb und bestellte darauf zwei Exemplare des neuen Rennsportwagens Porsche 550 Spyder. 1953 startete er bei der Carrera Panamericana in Mexiko und übernahm bereits auf dem zweiten Streckenabschnitt die Führung in der 1,6-Liter-Sportwagenklasse. In aussichtsreicher Position musste Jaroslav Juhan jedoch auf dem siebten Abschnitt mit technischem Defekt aufgeben.
Ein Jahr darauf ging Juhan als Porsche-Werksfahrer erneut bei der Carrera Panamericana an den Start. Über das gesamte Rennen entwickelte sich ein Zweikampf zwischen ihm und Hans Herrmann. Nach 3.077 Kilometern gingen Hans Herrmann und Jaroslav Juhan im Abstand von nur 36 Sekunden als Dritte und Vierte der Gesamtwertung über die Ziellinie. Dieser Erfolg inspirierte Ferry Porsche, künftig alle mit dem siegreichen Viernockenwellenmotor ausgestatteten Porsche-Sportwagen mit dem Beinamen „Carrera“ zu versehen. Auf die Carrera Panamericana folgte 1954 das 1000-km-Rennen von Buenos Aires, das Juhan ebenfalls als Klassensieger und Gesamtvierter absolvierte. Als Mitglied der Werksmannschaft ging Jaroslav Juhan 1955 nach einem Antreten beim 12-Stunden-Rennen von Hyères, auch beim auch bei den 24 Stunden von Le Mans an den Start. Zusammen mit Helm Glöckler beendete er den französischen Langstrecken-Klassiker auf dem 6. Rang. 
Trotz dieser beeindruckenden Erfolge blieb Jaroslav Juhan nach eigener Aussage immer ein Amateur, der an Rennen teilnahm, um die Wagen im Anschluss besser verkaufen zu können. Sein letztes großes Rennen bestritt er 1958 als Co-Driver von François Picard in Le Mans, wo er durch Unfall ausschied. 
Sein Automobilhandel in Guatemala prosperierte, doch die zunehmend instabile politische Lage entwickelte sich zu einem immer größeren Risiko. 1961 verließen Jaroslav Juhan und seine Ehefrau Denise Guatemala und siedelten sich in der Schweiz an. Als Geschäftsmann war Juhan seit dem auf verschiedensten Gebieten tätig.
Er starb im September 2011.

## Statistik

### Le-Mans-Ergebnisse
| Jahr | Team              | Fahrzeug                     | Teamkollege     | Platzierung | Ausfallgrund |
| ---- | ----------------- | ---------------------------- | --------------- | ----------- | ------------ |
| 1955 | Porsche KG        | Porsche 550/4 RS 1500 Spyder | Helm Glöckler   | Rang 6      |              |
| 1958 | Equipe Los Amigos | Ferrari 250TR                | François Picard | Ausfall     | Unfall       |

### Einzelergebnisse in der Sportwagen-Weltmeisterschaft
| Saison | Team              | Rennwagen                 | 1   | 2   | 3   | 4   | 5   | 6   | 7   |
| ------ | ----------------- | ------------------------- | --- | --- | --- | --- | --- | --- | --- |
| 1953   | Jaroslav Juhan    | Porsche 550               | SEB | MIM | LEM | SPA | NÜR | RTT | CAP |
| 1953   | Jaroslav Juhan    | Porsche 550               |     |     |     | DNF |     |     |     |
| 1954   | Jaroslav Juhan    | Porsche 550               | BUA | SEB | MIM | LEM | RTT | CAP |     |
| 1954   | Jaroslav Juhan    | Porsche 550               | 9   |     |     |     |     | 4   |     |
| 1955   | Porsche           | Porsche 550               | BUA | SEB | MIM | LEM | RTT | TAR |     |
| 1955   | Porsche           | Porsche 550               | 4   |     |     | 6   |     |     |     |
| 1956   |                   | Porsche 550               | BUA | SEB | MIM | NÜR | KRI |     |     |
| 1956   | DNF               | Porsche 550               |     |     |     |     |     |     |     |
| 1957   | Jaroslav Juhan    | Porsche 550               | BUA | SEB | MIM | NÜR | LEM | KRI | CAR |
| 1957   | Jaroslav Juhan    | Porsche 550               | 8   |     |     |     |     |     |     |
| 1958   | Equipe Los Amigos | Porsche 550 Ferrari 250TR | BUA | SEB | TAR | NÜR | LEM | RTT |     |
| 1958   | Equipe Los Amigos | Porsche 550 Ferrari 250TR | 10  |     |     |     | DNF |     |     |